# زبان‌های ماسا
زبان‌های ماسا، شاخه‌ای از زبان‌های آفریقایی-آسیایی ست که در شمال شرق چاد و شمال کامرون به آن صحبت می‌کنند.

## زبان‌ها
زبان‌های ماسا، از یک گروه تشکیل شده و متشکل از ۸ زبان است.